# Grand Prix Monako 1957
Grand Prix Monako 1957 (oryg. Grand Prix Automobile de Monaco) – 2. runda Mistrzostw Świata Formuły 1 w sezonie 1957, która odbyła się 19 maja 1957 po raz 4. na torze Circuit de Monaco.
15. Grand Prix Monako, 4. zaliczane do Mistrzostw Świata Formuły 1.

## Wyniki

### Kwalifikacje
Źródło: statsf1.com
| P                       | Nr | Kierowca            | Konstruktor(-silnik) | Opony | Czas   | Odstęp | Strata |
| ----------------------- | -- | ------------------- | -------------------- | ----- | ------ | ------ | ------ |
| 1                       | 32 | Juan Manuel Fangio  | Maserati             | P     | 1:42,7 | –      | –      |
| 2                       | 26 | Peter Collins       | Ferrari              | E     | 1:43,3 | +0,6   | +0,6   |
| 3                       | 18 | Stirling Moss       | Vanwall              | P     | 1:43,6 | +0,3   | +0,9   |
| 4                       | 20 | Tony Brooks         | Vanwall              | P     | 1:44,4 | +0,8   | +1,7   |
| 5                       | 28 | Mike Hawthorn       | Ferrari              | E     | 1:44,6 | +0,2   | +1,9   |
| 6                       | 30 | Maurice Trintignant | Ferrari              | E     | 1:46,7 | +2,1   | +4,0   |
| 7                       | 36 | Carlos Menditéguy   | Maserati             | P     | 1:46,7 | +0,0   | +4,0   |
| 8                       | 38 | Harry Schell        | Maserati             | P     | 1:47,3 | +0,6   | +4,6   |
| 9                       | 24 | Wolfgang von Trips  | Ferrari              | E     | 1:47,9 | +0,6   | +5,2   |
| 10                      | 2  | Masten Gregory      | Maserati             | P     | 1:48,4 | +0,5   | +5,7   |
| 11                      | 6  | Ron Flockhart       | BRM                  | D     | 1:48,6 | +0,2   | +5,9   |
| 12                      | 22 | Horace Gould        | Maserati             | D     | 1:48,7 | +0,1   | +6,0   |
| 13                      | 10 | Stuart Lewis-Evans  | Connaught-Alta       | D     | 1:49,1 | +0,4   | +6,4   |
| 14                      | 34 | Giorgio Scarlatti   | Maserati             | P     | 1:49,2 | +0,1   | +6,5   |
| 15                      | 14 | Jack Brabham        | Cooper-Climax        | A     | 1:49,3 | +0,1   | +6,6   |
| 16                      | 12 | Ivor Bueb           | Connaught-Alta       | D     | 1:49,4 | +0,1   | +6,7   |
| Nie zakwalifikowali się |    |                     |                      |       |        |        |        |
| 17                      | 8  | Roy Salvadori       | BRM                  | D     | 1:49,6 | +0,2   | +6,9   |
| 18                      | 40 | Hans Herrmann       | Maserati             | P     | 1:49,9 | +0,3   | +7,2   |
| 19                      | 4  | André Simon         | Maserati             | P     | 1:51,7 | +1,8   | +9,0   |
| 20                      | 42 | Luigi Piotti        | Maserati             | P     | 1:54,3 | +2,6   | +11,6  |
| 21                      | 16 | Les Leston          | Cooper-Climax        | D     | 1:58,9 | +4,6   | +16,2  |
| P                       | Nr | Kierowca            | Konstruktor(-silnik) | Opony | Czas   | Odstęp | Strata |

### Wyścig
Źródła: statsf1.com
| P                                                     | + / –     | Nr | Kierowca                         | Konstruktor    | Opony | Okr.  | Czas / Strata | Komentarz              |
| ----------------------------------------------------- | --------- | -- | -------------------------------- | -------------- | ----- | ----- | ------------- | ---------------------- |
| 1                                                     | Bez zmian | 32 | Juan Manuel Fangio               | Maserati       | P     | 105   | 3:10:12,8     |                        |
| 2                                                     | 2         | 20 | Tony Brooks                      | Vanwall        | P     | 105   | +25,2         |                        |
| 3                                                     | 7         | 2  | Masten Gregory                   | Maserati       | P     | 103   | +2 okr.       |                        |
| 4                                                     | 9         | 10 | Stuart Lewis-Evans               | Connaught-Alta | D     | 102   | +3 okr.       |                        |
| 5                                                     | 1         | 30 | Maurice Trintignant              | Ferrari        | E     | 100   | +5 okr.       |                        |
| 6                                                     | 9         | 14 | Jack Brabham                     | Cooper-Climax  | A     | 100   | +5 okr.       |                        |
| 7                                                     | 2         | 24 | Wolfgang von Trips Mike Hawthorn | Ferrari        | E     | 92 3  | +10 okr.      | wypadek                |
| Niesklasyfikowani                                     |           |    |                                  |                |       |       |               |                        |
|                                                       |           | 34 | Giorgio Scarlatti Harry Schell   | Maserati       | P     | 42 22 | +41 okr.      | wyciek paliwa          |
|                                                       |           | 6  | Ron Flockhart                    | BRM            | D     | 60    | +45 okr.      | skrzynia biegów        |
|                                                       |           | 36 | Carlos Menditéguy                | Maserati       | P     | 51    | +54 okr.      | wypadek                |
|                                                       |           | 12 | Ivor Bueb                        | Connaught-Alta | D     | 47    | +58 okr.      | wyciek paliwa          |
|                                                       |           | 38 | Harry Schell                     | Maserati       | P     | 23    | +82 okr.      | zawieszenie            |
|                                                       |           | 22 | Horace Gould                     | Maserati       | D     | 10    | +95 okr.      | wypadek                |
|                                                       |           | 26 | Peter Collins                    | Ferrari        | E     | 4     | +101 okr.     | wypadek                |
|                                                       |           | 18 | Stirling Moss                    | Vanwall        | P     | 4     | +101 okr.     | wypadek                |
|                                                       |           | 28 | Mike Hawthorn                    | Ferrari        | E     | 4     | +101 okr.     | wypadek                |
| Niezakwalifikowani                                    |           |    |                                  |                |       |       |               |                        |
|                                                       |           | 8  | Roy Salvadori                    | BRM            | D     | 0     |               | nie zakwalifikował się |
|                                                       |           | 40 | Hans Herrmann                    | Maserati       | P     | 0     |               | nie zakwalifikował się |
|                                                       |           | 4  | André Simon                      | Maserati       | P     | 0     |               | nie zakwalifikował się |
|                                                       |           | 42 | Luigi Piotti                     | Maserati       | P     | 0     |               | nie zakwalifikował się |
|                                                       |           | 16 | Les Leston                       | Cooper-Climax  | D     | 0     |               | nie zakwalifikował się |
| Nie wystartowali / niedopuszczeni do ponownego startu |           |    |                                  |                |       |       |               |                        |
|                                                       |           | 44 | Jo Bonnier                       | Maserati       | P     | 0     |               | nie przybył            |
|                                                       |           | 46 | Gerino Gerini                    | Maserati       | P     | 0     |               | samochód niedostępny   |
|                                                       |           | 34 | Jean Behra                       | Maserati       | P     | 0     |               | kontuzja               |
| P                                                     | + / –     | Nr | Kierowca                         | Konstruktor    | Opony | Okr.  | Czas / Strata | Komentarz              |

### Najszybsze okrążenie
Źródło: statsf1.com
| Nr | Kierowca           | Konstruktor | Czas   | Okr. |
| -- | ------------------ | ----------- | ------ | ---- |
| 32 | Juan Manuel Fangio | Maserati    | 1:45,6 | 0    |

### Prowadzenie w wyścigu
Źródło: statsf1.com
| Nr                              | Kierowca           | Konstruktor | Okrążenia | Suma |
| ------------------------------- | ------------------ | ----------- | --------- | ---- |
| 32                              | Juan Manuel Fangio | Maserati    | 5-105     | 101  |
| 18                              | Stirling Moss      | Vanwall     | 1-4       | 4    |
| \| Wykres \| \| ------ \| \| \| |                    |             |           |      |
| Wykres                          |                    |             |           |      |
|                                 |                    |             |           |      |

## Klasyfikacja po wyścigu
Pierwsza piątka otrzymywała punkty według klucza 8-6-4-3-2, 1 punkt przyznawany był dla kierowcy, który wykonał najszybsze okrążenie w wyścigu. Klasyfikacja konstruktorów została wprowadzona w 1958 roku. Liczone było tylko 5 najlepszych wyścigów danego kierowcy. W nawiasach podano wszystkie zebrane punkty, nie uwzględniając zasady najlepszych wyścigów.
Uwzględniono tylko kierowców, którzy zdobyli jakiekolwiek punkty
| P  | +/− | Kierowca              | Starty | Punkty | P1 | P2 | P3 | PP | NO | NS |
| -- | --- | --------------------- | ------ | ------ | -- | -- | -- | -- | -- | -- |
| 1  | 0   | Juan Manuel Fangio    | 2      | 17     | 2  | –  | –  | 1  | 1  | –  |
| 2  | 0   | Jean Behra            | 1      | 6      | –  | 1  | –  | –  | –  | –  |
| 2  | N   | Tony Brooks           | 1      | 6      | –  | 1  | –  | –  | –  | –  |
| 4  | −1  | Carlos Menditéguy     | 2      | 4      | –  | –  | 1  | –  | –  | 1  |
| 5  | N   | Masten Gregory        | 1      | 4      | –  | –  | 1  | –  | –  | –  |
| 6  | −2  | Harry Schell          | 2      | 3      | –  | –  | –  | –  | –  | 1  |
| 7  | N   | Stuart Lewis-Evans    | 1      | 3      | –  | –  | –  | –  | –  | –  |
| 8  | N   | Maurice Trintignant   | 1      | 2      | –  | –  | –  | –  | –  | –  |
| 9  | −4  | Alfonso de Portago    | 1      | 1      | –  | –  | –  | –  | –  | –  |
| 9  | −4  | José Froilán González | 1      | 1      | –  | –  | –  | –  | –  | –  |
| 11 | −4  | Stirling Moss         | 2      | 1      | –  | –  | –  | 1  | 1  | 1  |
| P  | +/− | Kierowca              | Starty | Punkty | P1 | P2 | P3 | PP | NO | NS |